# 고햣코쿠정
고햣코쿠정(五百石町)은 도야마현 가미니카와군·나카니카와군에 있던 정이다. 현재의 다테야마정에 해당한다.

## 역사
- 1889년 4월 1일 - 정촌제 시행에 의해 가미니카와군 고햣코쿠정이 성립하였다.
- 1896년 3월 29일 - 군 개편에 의해 가미니카와군에서 분립해, 나카니카와군이 성립하여, 나카니카와군에 속하게 되었다.
- 1912년 - 인구 3,348명, 세대수 552세대가 넘어섰다.
- 1942년 6월 8일 - 고햣코쿠정, 오모리촌, 시타단촌, 다카노촌과 합병해, 오야마정(인구, 9, 173명)이 성립하였다.

## 참고문헌
- 『市町村名変遷辞典』東京堂出版、1990年。
- 『統計たてやま 2013』立山町 2013年9月。
- 『立山町史 下巻』立山町 1984年2月15日。